# Tommy Gott
Arlan Thomas „Tommy“ Gott (* 2. März 1895 in Waveland, Indiana; † 3. Januar 1965 in San Joaquin County, Kalifornien) war ein US-amerikanischer Jazztrompeter, Kornettist und Bandleader.
Gott spielte Anfang der 1920er-Jahre bei Vincent Lopez und bei Paul Whiteman (Solist in I’ll Build a Stairway to Paradise, 1922). Er wirkte auch bei I Wish I Could Shimmy Like My Sister Kate der Okeh Syncopators (Okeh 4694) mit. Der Song kam im Februar 1923 auf #15 der amerikanischen Hitparaden. Ab Mitte des Jahrzehnts arbeitete er bei Sam Lanin, Ben Selvin, Jack Shilkret, Roger Wolfe Kahn, Irving Mills, Jack Teagarden, Jimmy McPartland, Tommy Dorsey, Annette Hanshaw sowie mit eigener Band (u. a. mit Dudley Fosdick). 1929 nahm er unter eigenem Namen (Tommy Gott and His Rose Room Orchestra) für Okeh Records auf; ein mitwirkender Musiker war Tony Parenti. In dieser Zeit spielte er außerdem mit den California Ramblers, Ted Wallace, Bernie Cummins und Jack Teagarden; ferner begleitete er Vokalistinnen wie Bessie Smith, Mamie Smith oder Ethel Waters (There’ll Be Some Changes Made). Mitte der 1940er-Jahre lebte Gott an der Westküste der USA; letzte Aufnahmen im Jazz entstanden 1945 bei Paul Whiteman für Capitol Records. Im Bereich des Jazz war er zwischen 1920 und 1945 an 189 Aufnahmesessions beteiligt.